# Полска академия на науките
Полската академия на науките (ПАН, на полски: Polska Akademia Nauk, PAN) е най-висшата държавна институция, провеждаща научни изследвания в Република Полша. Базирана е в столицата Варшава. ПАН е членка на Международния съвет за наука (International Council for Science, ICSU).
Сред функциите на Академията е организирането, провеждането, внедряването и популяризирането на научните изследвания, публикуването на научни монографии и списания, координирането и изпълнението на големи изследователски програми и осъществяването на международно научно сътрудничество. Тези функции се изпълняват както от институтите на ПАН, така и с помощта на различни научни комитети, в които участват членовете на Академията, както и в сътрудничество с представители на университетите, политехниките и други институции на висшето образование и представители на промишлеността в Полша.

## История
Полската академия на науките е създадена през 1952 година по времето, когато страната е народна република. Образувана е от сливането на съществувалите отпреди това Полска учебна академия, базирана в Краков, и варшавското общество „Приятели на ученето“, основани в края на XVIII век.
През 1989 г. Полската учебна академия в Краков възстановява самостоятелното си съществуване независимо от Полската академия на науките във Варшава.

## Структура
ПАН е изследователски център, понастоящем състоящ се от 79 изследователски звена (институти, научни центрове, изследователски станции, ботанически градини и други научни звена) и поддържащи звена (архиви, библиотеки, музеи и представителства на ПАН в чужбина). Изследователската дейност на Академията основно се финансира от държавния бюджет през Министерството на науката и висшето образование на Република Полша.
Академията се състои от национални членове, които включват действителни членове (академици) и дописни членове (член-кореспонденти). Членството в Академията е доживотно и броят на членовете е ограничен до 350. В допълнение, могат да бъдат избирани и чуждестранни членове на ПАН. Всички – национални и чуждестранни – членове се избират от Общото събрание на ПАН измежду кандидати с доказани най-високи научни постижения и признат международен авторитет.
Академията има седем териториални подразделения освен Варшава – във Вроцлав, Гданск, Катовице, Краков, Лодз, Люблин, Познан. Ролята им е да интегрират местните научни общности и да представляват Академията през местните органи за самоуправление и организации.
В настоящия си вид Академията е регулирана с парламентарен акт от 30 април 2010 година.
Управителното тяло на ПАН се състои от председател и трима заместник-председатели, избрани от Общото събрание измежду националните членове на Академията, за мандат от 4 години.

## Научна периодика
Следната научна периодика се издава от ПАН:
- Acta Arithmetica
- Acta Ornithologica
- Acta Palaeontologica Polonica
- Acta Physica Polonica
- Annales Zoologici
- Archaeologia Polona
- Fundamenta Mathematicae